# 알렉산더 2세 (스코틀랜드)
알렉산더 2세(스코트어: Alexander II) 혹은 알락산다르 막 일리엄(중세 아일랜드어: Alaxandair mac Uilliam, 스코틀랜드 게일어: Alasdair mac Uilleim, 1198년 8월 24일 - 1249년 7월 6일)은 13세기 초 알바 왕국의 왕이다.
선왕 일리엄 막 안리크와 왕비 에르망가르드 드 보몽 사이의 유일한 적장자로 태어났다. 부왕 대에 스코틀랜드가 잉글랜드의 속국화되면서 알락산다르는 유년기를 잉글랜드에서 보냈고 1213년에는 존 왕에게 기사 서임을 받았다. 1214년 12월 4일 부왕이 죽자 이틀 뒤 스코네에서 대관식을 하고 왕위를 계승했다.
1215년, 스코틀랜드의 뿌리깊은 왕권 반대파인 막 일리엄 씨족과 맥헤스 씨족이 반란을 일으켰지만 왕당파가 신속하게 진압했다. 같은 해 알락산다르 2세는 영국 남작들이 존 왕에게 저항하여 대헌장을 받아냈을 때 군대를 이끌고 잉글랜드로 가서 남작들의 편을 들었다. 1216년 9월 스코틀랜드군은 잉글랜드 남안 도버 항에 도달했고 알락산다르 2세는 존 왕을 폐위시킨 뒤 프랑스의 루이 8세가 잉글랜드 왕으로 즉위하는 것을 지지하여 루이 8세에게 충성을 맹세했다. 그러나 존이 죽으면서 교황과 영국 귀족들은 존의 9살박이 아들 헨리를 잉글랜드 왕으로 옹립했고 프랑스군과 스코틀랜드군은 각자의 나라로 귀국했다.
1217년 9월 12일 킹스턴 조약으로 헨리 3세, 프랑스의 루이, 그리고 알락산다르 2세 사이에는 평화가 체결되었다. 알락산다르가 1221년 6월 18일 또는 25일에 알락산다르 2세가 헨리 3세의 누이이며 존의 장녀인 조안과 결혼하면서 평화외교는 더욱 강화되었다.
이듬해에는 그전까지 반독립적 상태였던 아가일이 복속되었다. 1235년에 갤러웨이에서 반란이 일어났지만 왕실군이 손쉽게 진압했다. 얼마 뒤 잉글랜드의 헨리 3세가 알락산다르 2세에게 자신에게 충성을 맹세할 것을 요구했고 알락산다르 2세는 이에 맞서 잉글랜드 북부의 백작령들을 요구하는 것으로 응답했다. 양국은 1237년 합의에 도달함으로써 분쟁을 피했다. 서로는 솔웨이 내포, 동으로는 트위드 강 하구를 잇는 선을 국경으로 삼기로 했는데 이것이 요크 조약이다.
1238년 조안이 잉글랜드 에섹스에서 죽었다. 알락산다르 2세는 이듬해 1239년 5월 15일 마리 드 코시와 재혼했다. 1241년 두 사람 사이에 아들이 태어났는데 곧 알락산다르 3세이다.
1243년 헨리 3세가 침공을 꾀하여 양국 사이에 전운이 감돌았지만 공격을 미리 예측한 알락산다르 2세가 빠르게 대처하여 잉글랜드 남작들이 전쟁에 나서기를 꺼려하게 만들었다. 그 결과 헨리 3세는 마지못해 이듬해 뉴캐슬에서 평화조약을 맺었다(뉴캐슬 조약). 이후 알락산다르 2세는 아직도 노르웨이 왕의 봉신인 아우터헤브리디스로 관심을 돌렸다. 알락산다르 2세는 여러 차례에 걸쳐 협상 및 구매를 시도했으나 성공하지 못했다.
잉글랜드의 연대기작자 매슈 패리스는 대연대기에서 알락산다르 2세가 붉은 머리라고 기록했다.
알락산다르는 아가일 영주 돈카드의 아들 오간 막둡갈에게 노르웨이 왕 하콘 하코나르손에 대한 충성을 단절할 것을 설득했으나 오간은 이를 거부했다. 오간을 압박하기 위해 몸소 배를 타고 행차하던 도중 열병이 나 이너헤브리디스 제도 케레라 섬에 정박했고 그곳에서 죽었다.